# Paragomphus fritillarius
Paragomphus fritillarius – gatunek ważki z rodziny gadziogłówkowatych (Gomphidae).